# Ibrahim Babangida
Ibrahim Badamasi Babangida (Minna, 17 agosto 1941) è un generale e politico nigeriano.
È stato Presidente della Nigeria dal 27 agosto 1985 al 27 agosto 1993 e presidente dell'Unione Africana dal 3 giugno 1991 al 29 giugno 1992.